# Västerfors
Västerfors är en by och tidigare småort i Gagnefs socken i Gagnefs kommun. 2015 hade folkmängden minskat och småorten upplöstes.